# نکست‌استپ
نکست‌استپ (به انگلیسی: NeXTSTEP) یک سیستم‌عامل شیءگرای چندکاره بود که توسط نکست برای اجرا روی رایانه‌های ایستگاه کاری این شرکت، مانند نکست‌کیوب توسعه یافت. این سیستم‌عامل بعدها روی چندین معماری رایانهٔ دیگر قابل اجرا شد.
نسخهٔ پیش‌نمایشی از نکست‌استپ (نسخهٔ ۸٫۰) در آغازبه‌کار نکست کامپیوتر در ۱۲ اکتبر ۱۹۹۸ رونمایی شد. نخستین نسخهٔ کامل آن (نکست‌استپ ۱٫۰) در ۱۸ سپتامبر ۱۹۸۹ به بازار آمد. آخرین نسخه، ۳٫۳، در اوایل ۱۹۹۵ منتشر شد که در این زمان علاوه بر خانواده موتورولا ۶۸۰۰۰ که در رایانه‌های نکست استفاده می‌شد، روی ایکس ۸۶ اینتل، اسپارک سان و سامانه‌های مبتنی بر PA-RISC اچ‌پی اجراشدنی بود.
نکست‌استپ بعدها به گونه‌ای تغییر یافت تا اجزای زیرین سیستم‌عامل را از کتابخانه‌های سطح بالای آبجکت جدا کند که نتیجهٔ آن ای‌پی‌آی اپن‌استپ بود.